# Norwegische Sommer-Meisterschaften in der Nordischen Kombination 2019

Norwegischer Skiverbund

Die norwegischen Sommer-Meisterschaften in der Nordischen Kombination 2019 fanden am 22. September 2019 in Lillehammer statt. Während der Gundersen-Wettkampf der Männer über 10 Kilometer ausgetragen wurde, ging der Wettbewerb der Frauen nur über 5 Kilometer. Die Sprungläufe fanden auf dem Lysgårdsbakken statt, wobei die Frauen von der Normalschanze (K 90/HS 98) sprangen, während die Männer von der Großschanze antraten (K 123/HS 140). Der Gesamtweltcupsieger aus dem vorherigen Winter Jarl Magnus Riiber konnte seinen Sommer-Titel verteidigen, während sich bei den Frauen die Italienerin Daniela Dejori durchsetzte. Beste Norwegerin wurde überraschenderweise Mille Moen Flatla.

## Ergebnisse

### Gundersen (K 123 / 10 km)
Die beste Sprungleistung zeigte der spätere Meister Jarl Magnus Riiber, der nach seinem Sprung auf 132,5 Metern mit 18 Sekunden Vorsprung auf die Loipe ging. Dort zeigte er zwar nur die siebtbeste Laufleistung, konnte seinen Vorsprung jedoch verteidigen. Emil Storjord Vilhelmsen war der schnellste Läufer. Nachdem Magnus Krog nicht an den Start gegangen war, nahmen nur 26 der 27 gemeldeten Athleten am Sprungdurchgang teil. Beim anschließenden Langlauf verzichteten fünf weitere Skisportler auf den Start. Zudem kam ein Athlet nicht ins Ziel.
| Platz | Name                  | Verein                | Sprungpunkte | Laufzeit | Rückstand |
| ----- | --------------------- | --------------------- | ------------ | -------- | --------- |
| 01.   | Jarl Magnus Riiber    | IL Heming             | 132,1        | 24:40    |           |
| 02.   | Espen Andersen        | Lommedalen IL         | 124,0        | 24:19    | +0:11     |
| 03.   | Espen Bjørnstad       | Byaasen Skiklub       | 127,6        | 25:22    | +1:00     |
| 04.   | Kristjan Ilves        | Elva Suusaklubi       | 119,1        | 24:53    | +1:05     |
| 05.   | Sindre Ure Søtvik     | Eldar IL              | 120,9        | 25:08    | +1:12     |
| 06.   | Simen Tiller          | Moelven IL            | 103,8        | 24:20    | +1:33     |
| 07.   | Kasper Moen Flatla    | IL Jardar             | 113,7        | 26:06    | +2:39     |
| 08.   | Leif Torbjørn Næsvold | Røykenhopp            | 099,3        | 25:15    | +2:45     |
| 09.   | Jørgen Graabak        | Byåsen IL             | 081,9        | 24:06    | +2:46     |
| 10.   | Andreas Skoglund      | Molde og Omegn IF     | 083,7        | 24:16    | +2:49     |
| 11.   | Aleksander Skoglund   | Molde og Omegn IF     | 088,5        | 24:41    | +2:54     |
| 12.   | Emil Vilhelmsen       | Mosjøen IL            | 076,8        | 23:56    | +2:57     |
| 13.   | Jakob Eiksund Sæthre  | Fossum IF             | 091,2        | 25:28    | +3:31     |
| 14.   | Lars Buraas           | Hurdal IL             | 069,6        | 24:11    | +3:41     |
| 15.   | Sebastian Østvold     | Lensbygda Sportsklubb | 104,7        | 26:39    | +3:48     |
| 16.   | Petter Skodjereite    | Stordal IL            | 102,0        | 27:34    | +4:54     |
| 17.   | Sander Kolberg        | Kongsberg IF          | 074,7        | 26:24    | +5:33     |
| 18.   | Trym Brandsegg-Lein   | Byåsen IL             | 071,4        | 26:27    | +5:49     |
| 19.   | Marius Solvik         | Haslum IL             | 084,9        | 27:53    | +6:21     |
| 20.   | Per Skjæret Strømhaug | Folldal IF            | 065,4        | 26:43    | +6:28     |
| –     | Jens Lurås Oftebro    | IL Jardar             | 120,0        | DNS      |           |
| –     | Harald Johnas Riiber  | IL Heming             | 104,7        | DNF      |           |
| –     | Einar Lurås Oftebro   | IL Jardar             | 101,1        | DNS      |           |
| –     | Lars Ivar Skårset     | Søre Ål IL            | 084,3        | DNS      |           |
| –     | Emil Ottesen          | Gausdal Skilag        | 043,8        | DNS      |           |
| –     | Vegar Tiller          | Moelven IL            | 027,0        | DNS      |           |
| –     | Magnus Krog           | Høydalsmo IL          | DNS          |          |           |

### Gundersen Frauen (K 90 / 5 km)
Wenige Tage vor dem Wettkampf gab der Norwegische Skiverband die Formierung des ersten weiblichen Nationalkaders bekannt. Dieser besteht aus den drei Athletinnen Gyda Westvold Hansen, Marte Leinan Lund und Mari Leinan Lund, die somit auch bei der Meisterschaft favorisiert waren. Es gingen neun Athletinnen an den Start. Während Thea Minyan Bjørseth die beste Sprungleistung zeigte, konnte sich Mari Leinan Lund als schnellste Läuferin präsentieren.
| Platz | Name                 | Verein               | Sprungpunkte | Laufzeit | Rückstand |
| ----- | -------------------- | -------------------- | ------------ | -------- | --------- |
| 01.   | Daniela Dejori       | SC Gardena           | 097,0        | 15:06    |           |
| 02.   | Mille Moen Flatla    | Haslum IL            | 099,0        | 15:41    | +0:27     |
| 03.   | Mari Leinan Lund     | Tolga IL             | 082,0        | 14:40    | +0:34     |
| 04.   | Thea Minyan Bjørseth | Lensbygda SK         | 102,0        | 16:33    | +1:08     |
| 05.   | Nora Midtsundstad    | Vaaler IL            | 073,0        | 15:23    | +1:53     |
| 06.   | Marte Leinan Lund    | Tolga IL             | 072,0        | 15:48    | +2:22     |
| 07.   | Oda Leiråmo          | Bossmo og Ytteren IL | 045,0        | 15:29    | +3:51     |
| –     | Gyda Westvold Hansen | IL Nansen            | 098,0        | DNS      |           |
| –     | Thea Øihaugen        | Gausdal Skilag       | 062,0        | DNS      |           |